# Boivre-la-Vallée
Boivre-la-Vallée is een fusiegemeente (commune nouvelle) in het Franse departement Vienne (regio Nouvelle-Aquitaine). De plaats maakt deel uit van het arrondissement Poitiers. Boivre-la-Vallée is op 1 januari 2019 ontstaan door de fusie van de gemeenten Benassay, La Chapelle-Montreuil, Lavausseau en Montreuil-Bonnin. 

## Demografie
Onderstaande figuur toont het verloop van het inwonertal (bron: INSEE-tellingen).
Boivre-la-Vallée telde in 2017 3083 inwoners.